# Storsvenskhet
Storsvenskhet är beteckningen på manifestationer av storsvenskar, ofta med officiell ställning, som på olika sätt vill hävda Sveriges intressen, såväl politiska som militäriska, och framhäva Sverige som ledande nation i Norden och världen. 
Beteckningen storsvensk härrör främst från 1800-talets unionsfejd mellan Sverige och Norge, som slutligen ledde till unionsupplösningen 1905. Bjørnstjerne Bjørnson menade att storsvenskar var alla de som önskade en svensk överhet över Norge och hade en mycket överdriven nationalstolthet. Enligt Pelle Holms Bevingade ord så citeras det vanligen från en artikel av Björnson i Oslotidningen Dagbladet den 13 augusti 1888. 
Begreppet kan dock spåras i Sverige ända tillbaka till slutet av 1600-talet, bland annat som motståndarnas beteckning på rudbeckianerna och Olof von Dalins beundran för stormaktstiden och dyrkan av Karl XII samt göticismen.
Storsvensken i Jämtland och Härjedalen syftar idag skämtsamt på Sverige och svenskar som gammal kolonialmakt i landskapen.